# Musca villeneuvii
Musca villeneuvii är en tvåvingeart som beskrevs av William Hampton Patton 1922. Musca villeneuvii ingår i släktet Musca och familjen husflugor. Inga underarter finns listade i Catalogue of Life.